# Euxoa anatolica
Euxoa anatolica är en fjärilsart som beskrevs av Max Wilhelm Karl Draudt 1936. Euxoa anatolica ingår i släktet Euxoa och familjen nattflyn. Inga underarter finns listade i Catalogue of Life.